# Nojoud Ali
Nojoud Ali Muhammed Nasser, auch Nodschud Ali, arabisch نجود علي, DMG Nuǧūd ʿAlī, englische Umschrift Nujood Ali (* 1998 in Khardji, Jemen), ist eine jemenitische Aktivistin und Autorin. Die Scheidung ihrer Zwangsehe mit einem 22 Jahre älteren Mann, die sie im Alter von zehn Jahren durchsetzte, erregte weltweit Aufsehen. Über ihr Schicksal hat sie mit Hilfe einer französischen Journalistin ein Buch geschrieben, das zum Welt-Bestseller wurde.

## Leben
Nojoud Ali wurde in dem Dorf Khardji im Norden des Jemen geboren. Ihre Familie lebte in Armut. Ihr Vater, Mohammad Ali Al-Ahdal, der mit seinen zwei legalen Frauen insgesamt 16 Kinder gezeugt hat, war arbeitslos und Nojouds Brüder und Schwestern bettelten. Die Familie Ali zog später in die Umgebung der Hauptstadt Sanaa. Dort besuchte Ali vor ihrer Heirat nur ein Jahr lang eine Klasse mit 40 bis 50 Schülerinnen und wurde dann von ihrem Vater im Januar 2008 gegen eine Zahlung von umgerechnet 1100 Euro mit einem 22 Jahre älteren Mann zwangsverheiratet und mit körperlicher Gewalt zur Einwilligung gezwungen.
Sie wurde von ihrem Ehemann mehrmals körperlich misshandelt und vergewaltigt. Anfang April 2008 suchte sie bei ihrer Familie Hilfe, die sich dazu jedoch aufgrund der gesetzlichen Lage nach der Heirat nicht in der Lage sah. Von der zweiten Ehefrau ihres Vaters kam der Hinweis, dass sie „ja [selbst] zum Gericht gehen könne“. Ali entfloh ihrem Mann und fragte sich zum Bezirksgericht West in Sanaa durch. Dort fand sie bei dem Richter Muhammed Al-Qathi Unterstützung, der sowohl Nojouds Ehemann wie auch ihren Vater vorübergehend in Untersuchungshaft nehmen ließ. Die Haftgründe waren Kindeshandel und Vergewaltigung Minderjähriger.
In dem nachfolgenden Gerichtsverfahren erhielt Ali kostenlose Hilfe von der jemenitischen Rechtsanwältin und Frauenrechtlerin Shada Nasser, die eine Scheidungsklage einreichte. Unterdessen war Ali eine Zeitlang von dem Richter bei sich zuhause aufgenommen worden. Die Ehe wurde Mitte April 2008 geschieden. Ali musste jedoch ihrem Ex-Mann eine Entschädigung, die sogenannte Chulʿ in Höhe von umgerechnet 500 Dollar zahlen; der Betrag wurde von Spendern übernommen.
Erstmals an die Öffentlichkeit gebracht wurde der Fall dann durch die von Nadia Abdulaziz Al-Sakkaf herausgegebene Yemen Times, eine alle drei Tage erscheinende jemenitische Zeitung, die Missstände offen anprangert und sich für Reformen und Rechtsstaatlichkeit einsetzt. Der Bericht vom 9. April 2009 in der Yemen Times über die Scheidung der minderjährigen Ali wurde rasch von internationalen Massenmedien aufgegriffen und sorgte weltweit für Aufsehen und ein langanhaltendes Medieninteresse.
So berichteten nach einem entsprechenden Artikel der Deutschen Presse-Agentur in Deutschland unter anderem die Süddeutsche Zeitung und die Welt am Sonntag über Alis Schicksal, in den USA schrieb die Los Angeles Times im Juni 2008 über Hintergründe der „international headlines story“, und in Frankreich befasste sich die französische Ausgabe der Gratiszeitung metro im Januar 2009 zum wiederholten Male mit dem Thema und brachte anlässlich des bevorstehenden Erscheinens des Buches von und über Nojoud Ali ein Interview mit ihr. Darüber hinaus gab es weltweit eine Vielzahl von Berichterstattungen in Printmedien, Hörfunk und Fernsehen sowie im Internet.
Ali wurde von dem US-amerikanischen Magazin Glamour als Frau des Jahres 2008 (Woman of the year 2008) geehrt, die Auszeichnung wurde ihr im November 2008 in New York überreicht.
Die französische Journalistin und Nahost-Korrespondentin des Figaro, Delphine Minoui, die im Libanon lebt, wurde im April 2008 auf den Fall aufmerksam und gewann das Vertrauen von Ali, die ihr ihre Geschichte erzählte. Das autobiografische Buch über die zweieinhalbmonatige Zwangsehe von Ali und die darauffolgende Scheidung erschien zuerst in französischer Sprache und kam beim französischen Verlag Michel Lanfon unter dem Titel Divorcée à dix ans Ende Januar 2009 heraus. Die erste deutschsprachige Ausgabe wurde im Februar 2009 vom Münchener Knaur Verlag herausgegeben. Das Buch von Ali/Minoui erschien mittlerweile in mehr als acht Ländern und entwickelte sich zu einem weltweiten Bestseller. Najoud Ali jedoch beklagt die Tatsache, dass sie selbst bis auf eine anfängliche Abfindung von umgerechnet 3000 Euro keinerlei finanzielle Erträge aus dem Buchverkauf erhält und Delphine Minoui den Kontakt zu ihr nach der Buchveröffentlichung abgebrochen hat.
Inzwischen hat Ali in verschiedenen Ländern weitere Auszeichnungen und Ehrungen erhalten. So wurde sie zum Beispiel im März 2009 in Wien im Rahmen der Women’s World Awards 2009 mit dem World Hope Award gewürdigt, wobei Ali die Auszeichnung nicht persönlich entgegennehmen konnte, da sie nicht aus ihrer Heimat ausreisen durfte.
Nojoud Ali lebt weiterhin in Armut und ist ob der dem Land Jemen wenig willkommenen Medienpräsenz in ihrer Bewegungsfreiheit heute deutlich eingeschränkt. Der Reisepass wurde ihr entzogen, eine Teilnahme am Women’s World Awards 2009 wurde verwehrt. Erziehungsberechtigt ist nach wie vor ihr Vater. Einzige Einkommensquelle der 19-köpfigen Familie Nojoud Alis ist die Bettelei.
Nojoud Ali will sich zusammen mit der Rechtsanwältin Shada Nasser dafür einsetzen, dass andere Mädchen vor einer Zwangsheirat bewahrt werden.
Im März 2010 erschien in der Los Angeles Times ein Artikel über das Leben Alis zwei Jahre nach ihrer Scheidung. Die Situation der Familie verbesserte sich nach dem Umzug in ein neues Haus merklich. Dazu trugen die Erträge durch die Lizenzgebühren des inzwischen in mehreren Sprachen herausgegebenen Buches bei, welche Nojoud Ali und ihren Angehörigen ein Jahr nach der Erstveröffentlichung zuflossen.
Leider ist die Rechtssicherheit, über diese Einnahmen selbst verfügen zu können, für das Mädchen nach den Gesetzen ihres Heimatlandes nicht festgeschrieben. Ihr Vater als Erziehungsberechtigter verwaltet die finanziellen Zuflüsse und entscheidet über deren Verwendung. Hinzu kommt, dass ihr Engagement gegen die Zwangsheirat in der von Tribalismus und streng durch islamische Lebensvorstellungen geprägten Gesellschaft auf wenig Gegenliebe stößt und sie daher Schikanen und Belästigungen ausgesetzt ist.

## Rechtliche Situation
Das gesetzliche Mindestalter für Eheschließungen lag 2008 für jemenitische Mädchen bei 15 Jahren und wurde inzwischen auf 17 Jahre hochgesetzt. Nach Schätzung der Leiterin der Abteilung für Frauenstudien an der Universität Sanaa, Husnia al-Kadri, wurden bislang jedoch mehr als die Hälfte der Mädchen vor ihrem 15. Lebensjahr verheiratet. Das effektive Alter in dem von archaischen Strukturen geprägten Land ist vielerorts unbekannt, da es in den Dörfern keine Geburtsurkunden und keine Ausweise gibt.
Männer dürfen im Jemen laut Gesetz bis zu vier Ehefrauen haben. Eine Heirat war bisher nicht nur erlaubt, sobald die Braut 15 Jahre alt war, sondern bei Einwilligung des Vaters als gesetzlicher Vormund auch früher. Die traditionelle Regel, wonach der Ehemann mit dem Vollzug der Ehe bis zum Ende der Pubertät warten muss, werde jedoch immer öfter gebrochen, berichtete die Psychologieprofessorin Najat Sajam von der Universität Sanaa im April 2008. Das Schutzalter, welches das Erreichen der Einwilligungsfähigkeit für sexuelle Handlungen festlegt, war in Jemen 1999 von ehemals 15 Jahren auf den Beginn der Pubertät gesenkt worden, wobei man darunter dort meist ein Alter von nur neun Jahren versteht.
Nachdem das jemenitische Parlament noch Anfang 2009 eine Gesetzesänderung abgelehnt hatte, wurde das Mindestalter für Eheschließungen für Mädchen im März 2009 auf 17 Jahre heraufgesetzt. Damit diese Grenze insbesondere auch in ländlichen Gegenden eingehalten wird, muss künftig jeder Heiratsvertrag von einem Richter beglaubigt werden. Das Parlament gab damit dem internationalen Druck nach, der durch den Fall Nojoud Ali und die weltweiten Berichterstattungen darüber entstand.

## Buchveröffentlichungen (Auswahl)
- Nojoud Ali (Bearb.: Delphine Minoui): Moi Nojoud, 10 ans, divorcée. Michel Lafon, Neuilly-sur-Seine (Frankreich) 2009, ISBN 978-2-7499-0976-9. (französisch)
- Nojoud Ali (Bearb.: Delphine Minoui): Ich, Nojoud, 10 Jahre, geschieden. Knaur, München 2009, ISBN 978-3-426-65470-5. (Aus dem Französischen von Andreas Riehle und Thomas Wollermann; französischer Originaltitel: Moi, Nojoud, 10 ans, divorcée)
- Nojoud Ali (Bearb.: Delphine Minoui): Ich, Nojoud, 10 Jahre, geschieden. Weltbild, Augsburg 2009 (= Weltbild-Reader), ISBN 978-3-8289-9613-7. (Aus dem Französischen von Andreas Riehle und Thomas Wollermann; Lizenzausgabe des Knaur-Verlags, München)